# Steve Turner
Steve Turner, född Steve Neil Turner 28 mars 1965 i Houston i Texas, är en amerikansk gitarrist som är mest känd som medlem i det Seattlebaserade grungebandet Mudhoney, men även som en av originalmedlemmarna i bandet Green River.

## Diskografi
Album med Mudhoney
- Superfuzz Bigmuff (1988)
- Mudhoney (1989)
- Every Good Boy Deserves Fudge (1991)
- Piece of Cake (1992)
- My Brother the Cow (1995)
- Tomorrow Hit Today (1998)
- Since We've Become Translucent (2002)
- Under a Billion Suns (2006)
- The Lucky Ones (2008)
- Vanishing Point (2013)
- Digital Garbage (2018)

Med Green River
- Rehab Doll (låtskrivare på låten "Swallow My Pride") (1988)[2]
- Live At The Tropicana Olympia WA September 28th 1984 (2019)